# Присвоєний герб
Присвоєний герб, в геральдиці, це герб, який просто був прийнята для вживання, а не наданий владою.
Ці герби зазвичай мають найстаріші та найблагородніші родини шляхтичів, які на початку поширення гербів самі обирали свої символи для вживання на лицарських турнірах та в бою. Тому вони не мають королівських грамот дарування на герб. Проте, нікому не спадає на думку ставити під сумнів законність таких гербів, оскільки в цьому випадку звичаєве право є сильнішим за королівське надання.
В Англії заснування Гербового коледжу супроводжувалось забороною на використання присвоєних гербів. В інших країнах з геральдичними повноваженнями, таких як Канада, використання присвоєного герба не є незаконним, однак "вважається неналежним, і такий герб не має законності".  Станом на 1998 рік, як повідомлялося, п'ять із семи університетів Нової Зеландії використовували "законний" герб, хоча багато австралійських університетів використовували присвоєні герби.
В добу Гетьманщини більшість гербів козацької старшини, козаків, міщан та селян були присвоєними.